# Botrytis fabae
Botrytis fabae är en svampart som beskrevs av Sardiña 1929. Botrytis fabae ingår i släktet Botrytis och familjen Sclerotiniaceae.   Inga underarter finns listade i Catalogue of Life.